# 小行星8272
小行星8272（英語：8272 Iitatemura）是一颗围绕太阳公转的小行星。1989年9月24日，水野義兼、古田俊正在可儿市发现了此天体。
这颗小行星的绝对星等为81.83232083141954等。